# Ruth Olshan
Ruth Olshan (* 1970 in Moskau) ist deutsche Filmproduzentin und -regisseurin sowie Drehbuchautorin.

## Leben
Ruth Olshan wurde in Moskau geboren, kam über Österreich und Israel nach West-Berlin. Von 1989 bis 1990 nahm sie privaten Schauspielunterricht und von 1992 bis 1994 absolvierte sie zunächst eine Ausbildung zur Verlagskauffrau. Über ein Stipendium der Sir Richard Attenborough-Stiftung absolvierte sie von 1996 bis 1998 in der britischen Stadt Leeds an der Northern School of Film & Television ein Filmstudium. Anschließend setzte sie ihre Ausbildung in Regie und Filmproduktion an der Kölner Kunsthochschule für Medien fort.
Sie ist als Drehbuchautorin, Schriftstellerin und Filmregisseurin für Dokumentar- und Spielfilm tätig.
Ihre erste Mitwirkung im Filmbereich hatte Olshan 1992 als Schauspielerin in dem Kurzfilm Die auf die Nüsse gehn und einen zweiten Auftritt hatte sie 1994 in Hosenlos. Ihr Debüt als Drehbuchautorin und Filmregisseurin hatte Olshan im Jahr 2000 in dem Film Handstand, der diverse Preise auf deutschen Festivals erhielt.
Weitere Filme folgten. Der Spielfilm "Savannah" war ihr Regiedebüt im fiktionalen Erzählen. "Tanz der Saris" war ihr erster Dokumentarfilm für ARTE/ZDR. Der Kino-Dokumentarfilm "Wie Luft zum Atmen" hatte seine Premiere 2005 auf dem internationalen Filmfestival in Locarno. Es folgte ein weiterer Kino-Dokumentarfilm "Nicht ganz koscher". Weiterhin wirkte sie in noch vielen anderen Filmprojekten, hauptsächlich zu deutschen Dokumentarfilmen und Kurzfilmen als Drehbuchautorin und Regisseurin im In- und Ausland mit. Olshan erhielt für ihr Schaffen einige Auszeichnungen im In- und Ausland. 2019 den Deutschen Produzentenpreis, den Deutschen Fernsehpreis, eine Nominierung für den Grimme-Preis und die Goldene Kamera jeweils für das Drehbuch für den Fernsehfilm "Aufbruch in die Freiheit".
Ihren ersten Roman "All die schönen Dinge" veröffentlichte sie 2015 beim Oetinger Verlag. Zwei weitere Romane veröffentlichte sie unter einem Pseudonym.
Ruth Olshan arbeitet seit 2018 an der ifs Köln (Internationale Filmschule Köln) als Professorin für „Audiovisuelle Medien in der dokumentarischen Narrative“. Sie hat weitere Lehraufträge an der HFF München und diversen Hochschulen im Ausland.

## Filmografie

### Filmregisseurin
- 2000: Stundenhotel (Spielfilm)
- 2000: Der Handstand (Kurzfilm)
- 2000: Wenn Gott hustet (Kurzfilm für Kinder)
- 2001: ¿QUIEN ERES TÚ? (Kurzfilm)
- 2002: Savannah (Feature)
- 2003: Tanz der Saris (Kurz-Dokumentarfilm)
- 2005: Wie Luft zum Atmen (Dokumentarfilm)
- 2010: Perspektivwechsel (Kurz-Dokumentarfilm)
- 2010: Was ist koscher für dich? (Video-Installation)
- 2011: Nicht ganz koscher (Fernseh-Dokumentarfilm) – nominiert für Gerd-Ruge-Award
- 2014: Hilft nur Küssen (Kurzfilm)
- 2019: Why Follow The Law? (Dokumentarfilm für die Dauerausstellung des Jüdischen Museums Berlin)
- 2021: Himbeeren mit Senf
- 2023: Wolfswinkel (Spielfilm)

### Drehbuchautorin und Schriftstellerin
- 2000: Wenn Gott hustet (Kurzfilm für Kinder)
- 2000: Stundenhotel (Spielfilm)
- 2001: ¿Quién eres tú? (Kurzfilm)
- 2001: Der Handstand (Kurzfilm)
- 2005: Wie Luft zum Atmen (Dokumentarfilm)
- 2005: Tanz der Saris (Dokumentar-Kurzfilm)
- 2016: Und plötzliche gehörte ich ihm (TV Spielfilm)
- 2016: All die schönen Dinge (Jugendroman, Oetinger Verlag)
- 2017: Meine neue Zeit (TV Spielfilm)
- 2017: Ich gehöre ihm
- 2018: Aufbruch in die Freiheit
- 2023: Wolfswinkel (Spielfilm)

### Schauspielerin
- 1992: Die auf die Nüsse gehn (Kurzfilm)
- 1994: Hosenlos (Kurzfilm)